# Kärla kommun
Kärla kommun (estniska: Kärla vald) var en landskommun i landskapet Saaremaa (Ösel) i Estland, belägen på ön Ösel i Östersjön. Den slogs samman med kommunerna Kaarma och Lümanda 2014 och den nya kommunen fick namnet Lääne-Saare kommun (Väst-Ösels kommun).
Kommunen hade 1 803 invånare 2007, varav omkring hälften bodde i huvudorten Kärla.

## Geografi

### Tätorter
Kommunens centralort var småköpingen (estniska: alevik) Kärla, med 962 invånare (2007).

### Byar
Till kommunen hörde byarna:
- Anepesa
- Arandi
- Hirmuste
- Jõempa
- Käesla
- Kandla
- Karida
- Kirikuküla
- Kogula
- Kulli
- Kuuse
- Kõrkküla
- Mätasselja
- Mõnnuste
- Nõmpa
- Paevere
- Paiküla
- Sauvere
- Sõmera
- Ulje
- Vendise
- Vennati

### Sjöar
Tre sjöar är belägna inom det område som tidigare utgjorde Kärla kommun:
- Kaalupi laht
- Mullutu laht
- Vägara laht

## Klimat
Inlandsklimat råder i trakten. Årsmedeltemperaturen i trakten är 6 °C. Den varmaste månaden är augusti, då medeltemperaturen är 17 °C, och den kallaste är januari, med −4 °C.